# OpenEHR
OpenEHR es un estándar abierto que describe la administración y almacenamiento de información sanitaria en forma de informes de historia clínica electrónica (HCE). Todos los datos de una persona son guardados en una HCE centrada en el paciente, completa e independiente de la tecnología.

## Introducción
Las especificaciones son mantenidas por la fundación OpenEHR, una fundación sin ánimo de lucro que ayuda al desarrollo, investigación e implementación de HCE basados en OpenEHR. Las especificaciones de openEHR están basadas en el resultado de 15 años de investigaciones a nivel europeo y australiano que han llevado al desarrollo de nuevos paradigmas, incluyendo lo que se conoce como "modelo dual".
Las especificaciones de OpenEHR incluyen información y modelos de servicio para la HCE, demográficos, procesos clínicos, arquetipos y están diseñados para ser la base de una infraestructura de HCE distribuida.
OpenEHR expresa los arquetipos en un lenguaje propio llamado ADL (Archetype Definition Language), actualmente OpenEHR no define la forma en la que se guardan los datos que se producen a partir de las instancias de los arquetipos y por tanto, cada programador tiene que definir la forma en la que persiste los datos, lo que si define el estándar es un lenguaje de consulta llamado AQL (Archetype Query Languaje) que sirve para recuperar información almacenada en un sistema que siga el estándar.
El estándar define su propia ontologia y se expresa mendieante el lenguaje ADL, esta ontologia se puede alinear con ontologias médicas externas como icd-10, snomed-ct, etc.